# Шашкевич Сергій Вікторович
Сергій Вікторович Шашкевич (нар. 10 серпня 1973, Дніпропетровськ, УРСР — пом. 11 травня 2013, Нікополь, Дніпропетровська область, Україна) — український футболіст, виступав на позиції захисника.

## Кар'єра гравця
Вихованець ДВУФК Дніпропетровськ. Футбольну кар'єру розпочав у Миколаєві. У 1989 році викликався до складу юнацької збірної СРСР. У 1990 році виступав у первомайському «Фрегаті».
У професіональному футболі дебютував у 1992 році за російську команду «Нафтовик» (Урай). Потім гравець повернувся до України, де протягом тривалого періоду виступав у Першій лізі за «Металург» (Нікополь). У 1998-1999 роках Шашкевич грав у вищій українській лізі за кіровоградську «Зірку». Всього за цю команду в першостях країни він провів 13 матчів.
У 2000 році футболіст повернувся в Росію, де виступав за ряд команд Другого дивізіону: «Оазис» (Ярцево), ФК «Рибінськ», «Нафтовик» (Ярославль). Завершував свою кар'єру Шашкевич в аматорських колективах Росії.
Колишній спортсмен трагічно загинув 11 травня 2013 року.

## Пам'ять
З 2014 року в Нікополі проходять матчі пам'яті Сергія Шашкевича.